# Filmografia de Catherine Spaak
Esta é uma lista em ordem cronológica com a filmografia parcial da atriz e cantora francesa Catherine Spaak.

## Década de 1950
- 1959 - L'Hiver de Jacques Gautier

## Década de 1960
- 1960 - Il carro armato dell'8 settembre de Gianni Puccini
- 1960 - Le Trou de Jacques Becker (sem créditos)
- 1960 - I dolci inganni  de Alberto Lattuada
- 1961 - Le puits aux trois vérités de François Villiers
- 1962 - Diciottenni al sole de Camillo Mastrocinque
- 1962 - La voglia matta  de Luciano Salce
- 1962 - Il sorpasso de Dino Risi
- 1963 - La calda vita de Florestano Vancini
- 1963 - Le monachine de Luciano Salce
- 1963 - La noia  de Damiano Damiani
- 1963 - La parmigiana de Antonio Pietrangeli
- 1963 - L'amore difficile - episódio "Le donne" de Sergio Sollima
- 1964 - Tre notti d'amore de Renato Castellani, Luigi Comencini e Franco Rossi
- 1964 - La Ronde de Roger Vadim
- 1964 - Week-end à Zuydcoote  de Henri Verneuil
- 1965 - Oggi, domani, dopodomani - episódio "L'uomo dei 5 palloni" de Marco Ferreri
- 1965 - La bugiarda de Luigi Comencini
- 1965 - Made in Italy de Nanni Loy (1965)
- 1966 - Il marito è mio e l'ammazzo quando mi pare de  Pasquale Festa Campanile
- 1966 - Madamigella di Maupin de Mauro Bolognini
- 1966 - Non faccio la guerra, faccio l'amore de Franco Rossi
- 1966 - Adulterio all'italiana de Pasquale Festa Campanile
- 1966 - L'armata Brancaleone  de Mario Monicelli
- 1967 - Hotel de Richard Quine
- 1968 - Una ragazza piuttosto complicata de Damiano Damiani
- 1968 - La notte è fatta per... rubare de Giorgio Capitani
- 1968 - La matriarca de  Pasquale Festa Campanile
- 1969 - If It's Tuesday, This Must Be Belgium de Mel Stuart
- 1969 - Certo, certissimo... anzi probabile de Marcello Fondato
- 1969 - Con quale amore con quanto amore de  Pasquale Festa Campanile

## Década de 1970
- 1971 - Il gatto a nove code de Dario Argento
- 1972 - La schiava io ce l'ho e tu no de Giorgio Capitani
- 1972 - Un uomo dalla pelle dura de Franco Prosperi
- 1972 - Causa di divorzio de Marcello Fondato
- 1972 - Un meurtre est un meurtre de Etienne Périer
- 1973 - Cari genitori de Enrico Maria Salerno
- 1973 - Storia di una monaca di clausura de Domenico Paolella
- 1974 - La via dei babbuini de Luigi Magni
- 1975 - Los pájaros de Baden-Baden de Mario Camus
- 1975 - La parola di un fuorilegge... è legge! de Antonio Margheriti
- 1976 - Febbre da cavallo de Steno
- 1976 - Bruciati da cocente passione de Giorgio Capitani
- 1978 - Per vivere meglio divertitevi con noi de Flavio Mogherini

## Década de 1980
- 1980 - Io e Caterina de Alberto Sordi
- 1980 - Rag. Arturo De Fanti, bancario precario de Luciano Salce
- 1980 - I seduttori della domenica (Sunday Lovers) - episódio Il carnet di Armando de Dino Risi
- 1981 - Miele di donna di Gianfranco Angelucci
- 1984 - Claretta die Pasquale Squitieri
- 1987 - L'ingranaggio de Silverio Blasi
- 1989 - Scandalo segreto de Monica Vitti

## Década de 2000
- 2000 - Tandem (filme) de Lucio Pellegrini
- 2001 - Joy - Scherzi di gioia de Adriano Wajskol (2002)
- 2004 - Promessa d'amore de Ugo Fabrizio Giordani (2004)
- 2004 - Te lo leggo negli occhi de Valia Santella (2004)
- 2005 - Dalla parte giusta de Roberto Leoni (2005)
- 2007 - L'uomo privato de Emidio Greco (2007)
- 2009 - Alice (filme 2009) de Oreste Crisostomi (2009)

## Década de 2010
- 2012 - I più' grandi di tutti de Carlo Virzì (2012)